# Dublin Bus

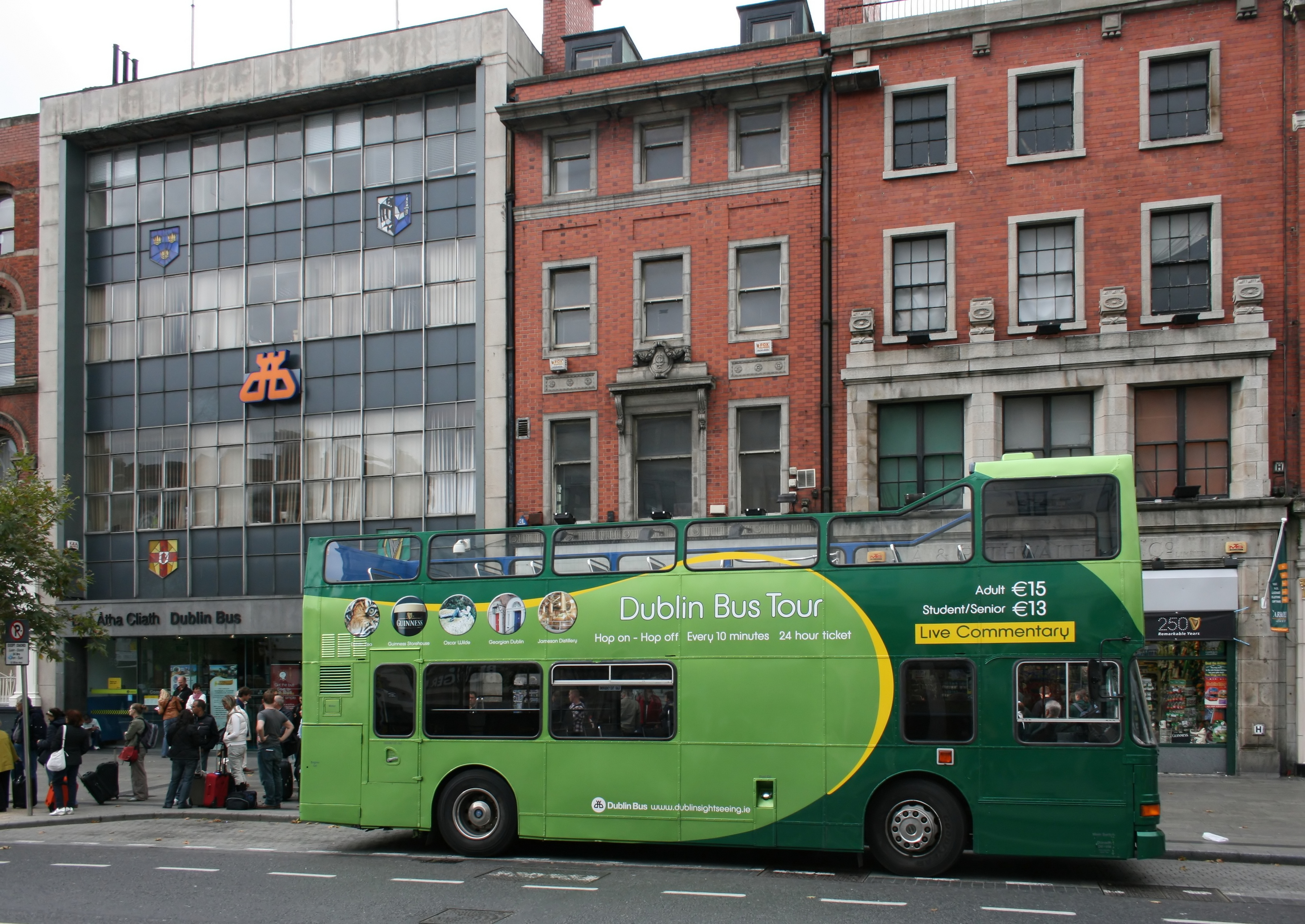
Siège avec un Dublin Bus pour un tour (2009)

Dublin Bus (Irlandais: Bus Átha Cliath) est un service de transport public en Irlande. Il dessert Dublin et sa grande périphérie. La compagnie, fondée en 1987 est une filiale de Córas Iompair Éireann qui appartient au gouvernement irlandais. Dublin Bus représente la grande majorité des transports de Bus à Dublin, mais depuis quelques années, de plus en plus de compagnies privées ont reçu l'autorisation de desservir Dublin.

## Présentation
Dublin Bus avait en, 2004, 3408 employés,1067 bus, parcourait environ 60 millions par an et prenait en charge plus de 500000 trajets par jour standard. (Source: "Dublin Bus Annual Report, 2004")
Depuis l'ouverture du Luas, Dublin Bus a perdu environ 30 % de ses passagers pour les liaisons avec Tallaght et Sandyford. Les projets de construction d'une ligne de métro feront aussi probablement perdre des usagers à la compagnie.

## Tarif
Pour payer son trajet dans un bus, il est nécessaire de donner la somme exacte qui dépend de la distance que l'utilisateur prévoir d'effectuer. Les utilisateurs doivent placer la somme exacte dans une machine et le conducteur imprime alors le ticket. S'il y a de la monnaie à rendre un papier est généré qui permet de se faire rembourser au central sur O'Connell Street, à moins de 100 mètres du Spire. Les billets ne sont pas acceptés dans les bus.
Il y a aussi possibilité d'acheter des tickets prépayés : 
- tickets de trajets illimités sur plusieurs jours
- tickets correspondant au tarif d'un trajet
- ticket de trajet illimité pendant 90 minutes. (3.00€ en 2019 si l'on a pas de "Leap Card", 1.00€ pour les moins de 16 ans)

Les personnes âgées et certaines autres personnes ont le droit de voyager gratuitement.

## Trajets
Les principales routes ont des couloirs de bus, appelés Quality Bus Corridor qui permettent au bus d'accéder plus rapidement au centre-ville.

### Xpresso
Les bus Xpresso sont des bus express. Ces lignes de bus ont un nombre limité d'arrêts mais un tarif plus élevé. Ce service a été conçu pour desservir Dublin aux heures de pointe ; la plupart de ces lignes ne fonctionnent d'ailleurs que le matin et le soir.

### NiteLink
Les bus Nitelink fournissent un service de nuit, mais le tarif est plus élevé (5€ par trajet). Les lignes des bus NiteLink partent toutes du centre-ville. Sur ces lignes le premier bus part généralement vers 00:30 ; la fréquence des bus est aussi plus élevée en fin de semaine entre le jeudi soir et le samedi soir.

### AirLink
Les bus AirLink relient le centre-ville de Dublin et ses principales gares à l'aéroport situé au nord de la ville. Les AirLink empruntent deux routes numérotées 747 et 748.
- les arrêts sur la route 747 sont : l'aéroport, O'Connell Street et Central Bus Station ;
- les arrêts sur la route 748 sont : l'aéroport, Central Bus Station et Heuston Station.

Le trajet est direct mais le prix est plus élevé (6€ pour un adulte, 3€ pour un enfant en juin 2007) que les autres lignes qui desservent l'aéroport. Compte tenu des trajets qu'ils font ces bus disposent également de quelques emplacements prévus pour déposer valises et sac de voyages.

## Types de bus

### Deux étages
| Nom  | Type                        | Châssis          | Date d'introduction | Nombre |
| ---- | --------------------------- | ---------------- | ------------------- | ------ |
| "RA" | Alexander R-type            | Volvo Olympian   | 1994-1996           | 133    |
| "RV" | Alexander R-type            | Volvo Olympian   | 1997-1999           | 315    |
| "AV" | Alexander ALX400            | Volvo B7TL       | 2000-2005           | 447    |
| "AX" | Alexander ALX400            | Volvo B7TL       | 2006                | 200    |
| "VT" | Alexander Dennis Enviro 500 | Volvo B9TL       | 2005                | 20     |
| "EV" | Alexander Dennis Enviro 400 | Volvo B9TL       | 2007                | 50     |
| "DT" | Alexander ALX400            | Dennis Trident 2 | 2003                | 10     |

### Bus articulé
| Nom  | Type      | Châssis    | Introduit en | Nombre |
| ---- | --------- | ---------- | ------------ | ------ |
| "AW" | Wrightbus | Volvo B7LA | 2000         | 20     |

### Un étage
| Nom  | Type      | Châssis    | Introduit en | Nombre |
| ---- | --------- | ---------- | ------------ | ------ |
| "VL" | Alexander | Volvo B10L | 1997         | 4      |

### Midibuses
| Nom  | Type                 | Châssis     | Introduit en | Nombre |
| ---- | -------------------- | ----------- | ------------ | ------ |
| "WV" | Wrightbus Crusader 2 | Volvo B6BLE | 1999-2000    | 50     |

## Accident
Le 21 février 2004 sur Wellington Quay à Dublin, un bus est monté accidentellement sur un trottoir, ce qui a provoqué la mort de cinq personnes et en a blessé 14 autres. Le conducteur a été poursuivi pour conduite dangereuse et a été reconnu non coupable.

## Critiques
Les bus à Dublin sont souvent critiqués pour leur manque de ponctualité.
Outre le fait qu'il n'existe pas d'horaire précis, il arrive souvent que les bus ne s'arrêtent pas aux arrêts obligatoires.
Ce qui dans l'absolu ne serait pas gênant dans une ville comprenant un réseau de transport moderne telle que Paris ou Londres, où l'attente d'un transport public ne dépasse que rarement 15 minutes.
A Dublin, certaines lignes n'ont en effet pas plus d'un bus par heure.
Les étrangers éprouvent aussi souvent des difficultés à comprendre la manière de fonctionner des bus.